# Yeah!
Yeah! — девятый студийный альбом британской рок-группы Def Leppard, составленный из кавер-версий рок-хитов 1970-х годов. Выход альбома, запланированный на 20 сентября 2005 года, неоднократно откладывался и состоялся лишь 23 мая 2006 года.
Yeah! достиг 16 строчки американского чарта Billboard 200 и 52 строчки в UK Albums Chart. Для альбома также были записаны кавер-версии песен The Police «Roxanne», спетая Филом Колленом, и «Kick Out the Jams» MC5, однако ни одна из них не была выпущена би-сайдом или бонус-треком.

## Оформление
Буклет альбома содержал фотографии участников Def Leppard,  воспроизводящие классические образы с обложек классических альбомов 70-х.
- Рик Сэвидж[англ.] — Фредди Меркьюри с обложки Queen II
- Вивиан Кэмпбелл — Марк Болан, Electric Warrior
- Джо Эллиотт — Дэвид Боуи с задней обложки The Rise and Fall of Ziggy Stardust and the Spiders from Mars
- Рик Аллен — Лу Рид, Transformer
- Фил Коллен —  Игги Поп, Raw Power

На внутренней задней обложке (находящейся под держателем компакт-диска) был изображён оригинальный треугольный логотип Def Leppard с альбома On Through the Night с лучом света, проходящим сквозь него и образующим радугу, как на обложке The Dark Side of the Moon группы Pink Floyd.

## Список композиций
| №   | Название                          | Автор(ы)                                            | Оригинал                 | Длительность |
| --- | --------------------------------- | --------------------------------------------------- | ------------------------ | ------------ |
| 1.  | «20th Century Boy»                | Марк Болан                                          | T. Rex                   | 3:41         |
| 2.  | «Rock On»                         | Дэвид Эссекс                                        | Дэвид Эссекс             | 2:53         |
| 3.  | «Hanging on the Telephone»        | Джек Ли                                             | The Nerves               | 2:23         |
| 4.  | «Waterloo Sunset»                 | Рэй Дэвис                                           | The Kinks                | 3:38         |
| 5.  | «Hell Raiser»                     | Майк Чэпмен, Никки Чинн                             | Sweet                    | 3:20         |
| 6.  | «10538 Overture»                  | Джефф Линн                                          | Electric Light Orchestra | 4:31         |
| 7.  | «Street Life»                     | Брайан Ферри                                        | Roxy Music               | 3:26         |
| 8.  | «Drive-In Saturday»               | Дэвид Боуи                                          | Дэвид Боуи               | 4:07         |
| 9.  | «Little Bit of Love»              | Пол Роджерс, Пол Коссофф, Энди Фрэйзер, Саймон Кирк | Free                     | 2:34         |
| 10. | «The Golden Age of Rock 'n' Roll» | Иэн Хантер                                          | Mott the Hoople          | 3:28         |
| 11. | «No Matter What»                  | Питер Хэм                                           | Badfinger                | 2:57         |
| 12. | «He's Gonna Step on You Again»    | Джон Кондос, Кристос Деметрио                       | Джон Кондос              | 4:05         |
| 13. | «Don't Believe a Word»            | Фил Лайнот                                          | Thin Lizzy               | 2:19         |
| 14. | «Stay with Me»                    | Род Стюарт, Ронни Вуд                               | The Faces                | 4:30         |

### Бонус-треки
| №   | Название                 | Автор(ы)                                           | Оригинал         | Длительность |
| --- | ------------------------ | -------------------------------------------------- | ---------------- | ------------ |
| 15. | «Action»                 | Брайан Коннолли, Энди Скотт, Стив Прист, Мик Такер | Sweet            | 4:03         |
| 16. | «When I'm Dead and Gone» | Бенни Гэлладжер, Грехам Лили                       | McGuinness Flint | 3:17         |

| №   | Название         | Автор(ы)  | Оригинал    | Длительность |
| --- | ---------------- | --------- | ----------- | ------------ |
| 15. | «No Matter What» | Питер Хэм | Badfinger   | 2:58         |
| 16. | «Winter Song»    | Алан Халл | Lindisfarne | 4:35         |

| №   | Название           | Автор(ы)              | Оригинал | Длительность |
| --- | ------------------ | --------------------- | -------- | ------------ |
| 15. | «How Does It Feel» | Нодди Холдер, Джим Ли | Slade    | 2:58         |

| №   | Название             | Автор(ы)                   | Оригинал                        | Длительность |
| --- | -------------------- | -------------------------- | ------------------------------- | ------------ |
| 15. | «American Girl»      | Том Петти                  | Tom Petty and the Heartbreakers | 3:34         |
| 16. | «Search and Destroy» | Игги Поп, Джеймс Уильямсон | The Stooges                     | 3:12         |

| №  | Название             | Автор(ы)                   | Оригинал                        | Длительность |
| -- | -------------------- | -------------------------- | ------------------------------- | ------------ |
| 1. | «American Girl»      | Том Петти                  | Tom Petty and the Heartbreakers | 3:34         |
| 2. | «Search and Destroy» | Игги Поп, Джеймс Уильямсон | The Stooges                     | 3:12         |
| 3. | «Space Oddity»       | Дэвид Боуи                 | Дэвид Боуи                      | 3:27         |
| 4. | «Dear Friends»       | Брайан Мэй                 | Queen                           | 1:28         |
| 5. | «Heartbeat»          | Jobriath                   | Jobriath                        | 3:20         |

## Участники записи
- Джо Эллиотт — вокал, пианино, все инструменты на «Space Oddity»
- Фил Коллен — гитара, бэк-вокал, вокал в песнях «Stay with Me» и «Search and Destroy», все инструменты в песне «Search and Destroy»
- Вивиан Кэмпбелл — гитара, бэк-вокал
- Рик Сэвидж — бас, бэк-вокал, вокал и все инструменты на песне «Dear Friends»
- Рик Аллен — ударные, перкуссия

Приглашённые музыканты
- Джастин Хоукинс — бэк-вокал в песне «Hell Raiser»
- Марк Дэнзейсен — ударные и бэк-вокал на «American Girl»

## Позиции в хит-парадах
| Чарт (2006)                                   | Позиция |
| --------------------------------------------- | ------- |
| Australian Albums (ARIA)                      | 95      |
| Франция (SNEP)                                | 161     |
| Германия (Offizielle Top 100)                 | 73      |
| Japanese Albums (Oricon)                      | 48      |
| Шотландия (Scottish Albums Chart)             | 4       |
| Швеция (Sverigetopplistan)                    | 25      |
| Швейцария (Schweizer Hitparade)               | 57      |
| Великобритания (UK Albums Chart)              | 52      |
| Великобритания (UK Rock & Metal Albums Chart) | 4       |
| США (Billboard 200)                           | 16      |